# 希科里弗拉特 (喬治亞州)
希科里弗拉特（英語：Hickory Flat）是位於美國喬治亞州切羅基縣的一個非建制地區。該地的面積和人口皆未知。

## 地理
希科里弗拉特的座標為34°10′12″N 84°25′22″W / 34.17000°N 84.42278°W，而該地的平均海拔高度為317米（即1040英尺）。